# С.- Петербургское нефтепромышленное общество
С.- Петербургское нефтепромышленное общество — компания основана для разработки нефтяных месторождений в 1898 году, правление находилось в  Грозном.

## История
В 1898 году группа Петроградских предпринимателей арендовало нефтяные участки у Терского Казачьего войска для дальнейшей их эксплуатации. Земли первого участка находились в районе города Грозного, это Мамакаевский и второй Карабулакский Сунженский отдел располагался рядом со станицей Карабулакской Терской области.
Общество занималось добычей и реализацией сырой нефти и нефтепродуктов. Стартовый капитал товарищества — 1.200.000 рублей. Акции — 4800 акции именных и на предявителя по 250 рублей с купонами на 10 лет. В состав предприятия входили нефтяносные промыслы Бакинской губернии и участки Биби-Эйбатской нефтяных площадей, а также нефтяные месторождения находились в районе города Грозного Терской области. Председатель М. В. Максимов. Директоры : Н. Н. Алафузов, В. В. Максимов, П. В. Максимов, Н. И. Рафаилович.